# Белостоматиди
Белостоматиди (Belostomatidae) — родина водних клопів надродини Nepoidea. Вони трапляються в усьому світі з приблизно 150 видами, з яких лише один вид Lethocerus patruelis трапляється в Європі. Основний ареал їх поширення — тропіки і субтропіки.

## Зовнішній вигляд
Це великі комахи з тілом довжиною не менше 2,5 см. Деякі види роду Lethocerus можуть досягати 11-12 см у довжину і є найбільшими видами клопів. Профіль еліптичний і злегка вдавлений у дорзально-вентральному напрямку, колір тьмяний, з більш-менш темно-коричневими тонами.
Голова оснащена простими вічками і складними очима. Антени короткі, складаються з чотирьох члеників і розміщені в стані спокою в ямках голови, розташованих під очима. Другий і третій членик представляють розширені. Рострум короткий і міцний.
Грудна клітка має переднеспинку, розділену на дві частки, добре розвинений мезоскутеллум і метаепімер, витягнутий назад, покриваючи перші два або три стерніти черевця. Заднегрудні пахучі залози є лише у видів підродин Lethocerinae і Horvathiniinae. Гемілітра має склерифіковану ділянку, розділену на клавус і коріум, а на мембрані видно щільне сітчасте ребро. Передні ноги хапальні, з великими міцними стегновими кістками; гомілкові та стегнові кістки, протилежні; Вони працюють як пастки. Середні та задні ноги плавального типу, зі сплощеними сегментами і несучою бахромою з щетини; задні лапки складаються з 2 або 3 сегментів.
Черевце характеризується наявністю дихального сифона: VIII урит утворює два довгих сплощених відростка, покритих волосками. Сифон досягає поверхні під час занурення і забезпечує проходження повітря вздовж волосся до основи відростків, де присутні два черевні дихальні рильця.

## Спосіб життя
Живуть як у стоячій, так і в повільно поточній воді, зазвичай тримаються на дні і полюють на членистоногих, тритонів, жаб і риб. Вони ловлять здобич і своїм жалючим хоботком впорскують слину, яка знеболює здобич і розчиняє її зсередини. Укус також болючий для людини. Тварини часто виходять на берег і літають увечері, оскільки їх приваблюють джерела світла, особливо в шлюбний період.
У деяких видів самиці активно шукають собі партнерів. Самці привертають увагу тим, що періодичними рухами створюють характерні хвилі на поверхні води. Парування повторюють до 30 разів. Через місяць після спарювання яйця готові до відкладання. Тоді між самцями та самицями відбувається справжня боротьба, в якій самиця регулярно перемагає і підпорядковує самця. Вона сідає на самця і приклеює свою ікру йому на спину. Кладка містить до 100 яєць. Самець піклується про виводок, носить яйця на спині та охороняє їх, поки личинки не вилупляться приблизно через тиждень, а потім ведуть самостійний спосіб життя. При більш високих температурах період розмноження може бути скорочений. Після цього самці знову готові спаровуватися. Самці часто довго носять на спині залишки порожньої яєчної шкаралупи. Якщо вони знову спаровуються, самиця видаляє ці залишки перед відкладанням яєць.

## Систематика
Родина включає приблизно 140 видів, розділених на три підродини:
- Підродина Belostomatinae
  - Abedus
  - Belostoma
  - Diplonychus
  - Hydrocirius
  - Limnogeton
  - Weberiella
- Підродина Hovarthiniinae
  - Hovarthinia
- Підродина Lethocerinae
  - Lethocera